# Scooby-Doo 2 : Les monstres se déchaînent
Série
Scooby-Doo
(2002) Scooby-Doo : Le mystère commence
(2009)
Pour plus de détails, voir Fiche technique et Distribution.
Scooby-Doo 2 : Les monstres se déchaînent ou Scooby-Doo 2 : Monstres en liberté au Québec (Scooby-Doo 2: Monsters Unleashed) est un film américano-canadien réalisé par Raja Gosnell et sorti en 2004. Il fait suite à Scooby-Doo sorti en 2002.
Le film débute alors qu'à Coolsville, rien ne va plus, un mystérieux scélérat masqué prend un malin plaisir à terroriser les habitants. Il prend l'apparence de monstres et de fantômes que Scooby-Doo et sa bande ont déjà affronté auparavant. Sous la pression de la presse et la population locale, le célèbre chien et ses amis se lancent dans une enquête pour découvrir qui se cache derrière ces étranges apparitions.

## Synopsis
Fred, Daphné, Vera, Sammy et Scooby-Doo assistent à l'ouverture d'une exposition de criminologie au musée de Coolsville pour commémorer les enquêtes résolues par Mystère et Cie avec les costumes des monstres exposés. Cependant, les célébrations sont interrompues par un homme masqué connu sous le nom du "Félon masqué infernal" qui vole deux costumes (le spectre du Chevalier Noir et le fantôme 10 000 volts) en utilisant le fantôme Pterodactyl réanimé. Le gang est ensuite ridiculisé par la journaliste Heather Jasper-How pour ne pas avoir arrêté l'attaque, et elle lance une campagne de diffamation contre eux. Sammy et Scooby, après avoir entendu le reste du gang critiquer leur tendance à rater chaque opération, et en particulier leur plus récente infraction en ne réussissant pas à sécuriser le fantôme Pterodactyle au musée, décident de s'améliorer et de devenir de véritables détectives. Concluant qu'un vieil ennemi est le cerveau, le gang revisite les vieux cas. Ils rejettent l'ancien fantôme du ptérodactyle, Jonathan Jacobo, comme le coupable en raison de sa mort apparente lors d'une évasion ratée de prison. Ils supposent que Jérémiah Wickles, le porteur du costume du spectre du chevalier noir et le camarade de cellule de Jacobo en prison, est le coupable.
En allant au manoir de Wickles, le groupe trouve un livre qui sert de manuel d'instructions sur la façon de créer des monstres. Sammy et Scooby trouvent un post-it où Wickles est invité à visiter la boîte de nuit "Faux Fantôme". Ils sont ensuite attaqués par le spectre du chevalier noir, mais s'échappent lorsque Daphné le combat tandis que Vera découvre son point faible. De retour dans leur quartier général, Sammy et Scooby mènent leurs enquêtes sous un faux excuse pendant que le reste du gang découvre à travers le livre que l'ingrédient clé de la création des monstres est le "randomonium", une substance que l'on peut trouver dans la vieille ville minière d'argent. Daphné, Vera et Fred se rendent au musée accompagnés du conservateur Patrick Wisely, mais découvrent que le reste des costumes a été volé. Au milieu de tout cela, la campagne de diffamation de Heather Jasper How contre Mystère et Cie se renforce, tournant la ville de Coolsville contre eux mais Daphné décide de confronter Heather en l’accusant d’être le Félon masqué infernal mais quand celui-ci débarque devant tout le monde, révélant ainsi qu’elle n’est pas le Félon masqué.
Sammy et Scooby décident de suivre les indications du post-it de Wickles, leur tout premier indice, et de se faufiler dans le Faux Fantôme, où les criminels que le gang avait démasqué traînent. Portant des déguisements pour essayer de résoudre le mystère, ils parlent à Wickles et leurs dit qu’il cherche à changer. Scooby se lance dans un danse où son déguisement tombe, et les deux sont jetés par les criminels à travers une goulotte à ordures. En sortant, ils croisent Patrick en train de menacer de manière inhabituelle quelqu'un qui semble être un membre de son personnel, lui ordonnant de trouver des réponses à ceux qui ont vandalisé son musée. Sammy et Scooby repèrent ensuite Wickles quitter le club et le suivent. Fred, Vera et Daphné se rendent dans les mines et trouvent les plans de Wickles pour en faire un parc d'attractions. Ils confrontent Wickles, qui déclare que lui et Jacobo étaient des camarades de cellule qui se détestaient et nie avoir aucun lien avec les vols de musée, ne laissant ainsi à Mystère et Cie pas d'autre choix que de le rejeter comme coupable.
Le gang retrouve Sammy et Scooby en train de jouer avec des potions de métamorphose et trouve ensuite le repaire des monstres, une cachette à l'intérieur des mines où les différents costumes prennent vie comme de vrais monstres. Sammy et Scooby jouent avec le panneau de commande de la machine, donnant accidentellement vie à plusieurs costumes (le Mineur Maudit, le Dégoudronnant, le fantôme du Capitaine Scaphandres etc.), et le gang s'enfuit avec le panneau de commande alors que le Félon masqué infernal terrorise la ville avec ses monstres. S'échappant dans leur ancien club de lycée, le gang se rend compte qu'il peut inverser la puissance du panneau de commande en modifiant son câblage. Pendant ce temps, Sammy et Scooby rencontrent le fantôme du capitaine Scaphandre émergeant du bayou, forçant le gang à se retirer dans les mines infestées de monstres, où ils prévoient de réinstaller le panneau de commande et pour désactiver tous les monstre. Dans les mines, Vera trouve un sanctuaire dédié à Jacobo et croise ensuite Patrick, ce qui l'amène à croire que Patrick est le Félon masqué. Cependant, Patrick prouve son innocence en aidant Vera après qu'une passerelle ait cède inopinément sous elle.
La bande se rassemble dans le repaire des monstres, où ils affrontent le Félon masqué. Soudain, le Dégoudronnant émerge et capture chaque membre du gang, à l'exception de Scooby-Doo, qui utilise un extincteur pour geler le corps du monstre de goudron, libérant chacun de ses amis dans le processus. Il replace le panneau de commande, transformant les monstres en costumes. Le gang emmène le Félon masqué aux autorités et le démasque, révélant qu’il s’agissait bien de Heather Jasper How sous le masque et que son cameraman Ned était son complice pour couvrir sa présence. Vera enlève ensuite le masque facial de Heather, révélant qu'elle est en fait Jacobo déguisé. Vera explique que Jacobo avait en fait survécu à la chute durant son évasion de prison et avait cherché à se venger des détectives en les discréditant et en tournant la presse contre eux, et que Jacobo avait également encadré Wickles en mettant le manuel d'instructions et le fantôme du chevalier noir dans son manoir. Jacobo et Ned sont ainsi arrêtés par la police.
Les détectives sont salués comme des héros à Coolsville. Dans le Faux Fantôme, ils célèbrent leur victoire avec les criminels réformés.

## Fiche technique
- Titre original : Scooby-Doo 2 : Monsters Unleashed
- Titre françaises : Scooby-Doo 2 : Les monstres se déchaînent
- Titre québécois : Scooby-Doo 2 : Monstres en liberté
- Réalisation : Raja Gosnell
- Scénario : James Gunn, d'après les personnages créés par William Hanna et Joseph Barbera
- Musique : David Newman
- Direction artistique : Michael Norman Wong, Don Macaulay et Shepherd Frankel
- Décors : Bill Boes
- Costumes : Leesa Evans
- Photographie : Oliver Wood
- Son : Jose R. Castellon, Michael C. Casper, Carlos Solis
- Montage : Kent Beyda
- Production : Charles Roven et Richard Suckle

Production déléguée : Joseph Barbera, Brent O'Connor et Kelley Smith-Wait
Production associée : Richard Cowan
Production de contenu : Enfys Dickinson
Coproduction : James Gunn et Alan Glazer
- Sociétés de production[1] : Mosaic Media Group, Inc., avec la participation de Warner Bros.
- Sociétés de distribution :
  -  Mondial, France, Belgique, Canada : Warner Bros.
  - Suisse : Fox-Warner
- Budget : 25 millions de $[2]
- Pays d'origine :  États-Unis,  Canada
- Langue originale : anglais
- Format[3] : couleur - 35 mm - 1,78:1 (Widescreen 16:9) (Panavision)
- Genre : Comédie horrifique, fantastique et aventure
- Durée : 93 minutes
- Dates de sortie[4] :
  - Belgique : 24 mars 2004
  - États-Unis, Canada : 26 mars 2004
  - France, Suisse romande : 7 avril 2004
- Classification[5] :
  -  États-Unis : Certaines scènes peuvent heurter les enfants - Accord parental souhaitable (PG - Parental Guidance Suggested).[Note 1].
  -  Canada : Certaines scènes peuvent heurter les enfants - Accord parental souhaitable (PG - Parental Guidance).
  -  Québec (Diffusion TV) : Tous publics (G - General Rating).
  -  France : Tous publics (visa d'exploitation no 110192 délivré le 30 mars 2004)[6] (Conseillé à partir de 8 ans)[7].

## Distribution
- Freddie Prinze Jr. (VF : Mathias Kozlowski, VQ : Martin Watier) : Fred Jones
- Sarah Michelle Gellar (VF : Claire Guyot, VQ : Aline Pinsonneault) : Daphné Blake
- Matthew Lillard (VF : Boris Rehlinger, VQ : François Godin) : Sammy Rogers
- Linda Cardellini (VF : Patricia Legrand, VQ : Julie Burroughs) : Vera Dinkley
- Seth Green (VF : Guillaume Lebon, VQ : Sylvain Hétu) : Patrick
- Peter Boyle (VF : Jean Lescot, VQ : Marc Bellier) : Jérémiah Wickles
- Tim Blake Nelson (VF : Éric Etcheverry, VQ : Gilbert Lachance) : Jonathan Jacobo
- Alicia Silverstone (VF : Véronique Desmadryl, VQ : Violette Chauveau) : Heather Jasper-How
- Zahf Paroo : Ned
- Bill Meilen : le chauffeur
- Chris Gauthier : l'un des fans tatoués de Daphné
- Peter New : l'autre fan tatoué de Daphné
- J. P. Manoux (VF : Guy Chapellier)  : Scooby Brainiac

### Voix
- Neil Fanning (VF : Eric Missoffe, VQ : Pierre Auger) : Scooby-Doo (voix)
- Bob Papenbrook (VF : Daniel Beretta) : Le spectre du Chevalier Noir (voix)
- Michael Sorich  : Le dégoudronnant (voix) / Le fantôme en barbe à papa (voix)
- Dee Bradley Baker : Le fantôme 10 000 volts (voix) / Le zombie / Le squelette à l'œil rouge (voix)
- Wally Wingert : Le squelette à l'œil vert (voix)

### Ennemis
Tous les monstres et fantômes sont issus de la série Scooby-Doo, à part le fantôme de barbe à papa.
- Le spectre du Chevalier Noir, le zombie, le mineur de 49 et le fantôme du Capitaine Cutler proviennent de la série Scooby-Doo, où es-tu ?.

- Le dégoudronnant, le fantôme 10 000 volts, les squelettes et le ptérodactyle proviennent de la série Scooby-Doo Show.

## Production

### Tournage
Le tournage a lieu en avril 2003 dans la région de Vancouver, en Colombie-Britannique (Canada). Les scènes extérieures sont tournées, entre autres, au parc Stanley, à Chinatown et à Burnaby. La galerie d'art de Vancouver sert de décor extérieur pour le Coolsonian Criminology Museum, tandis que la Britannia Mine Museum (en), située à Britannia Beach, est utilisée pour représenter la Coolsville Mining Company.

Les scènes en intérieur sont tournées aux Lionsgate Studios à North Vancouver.

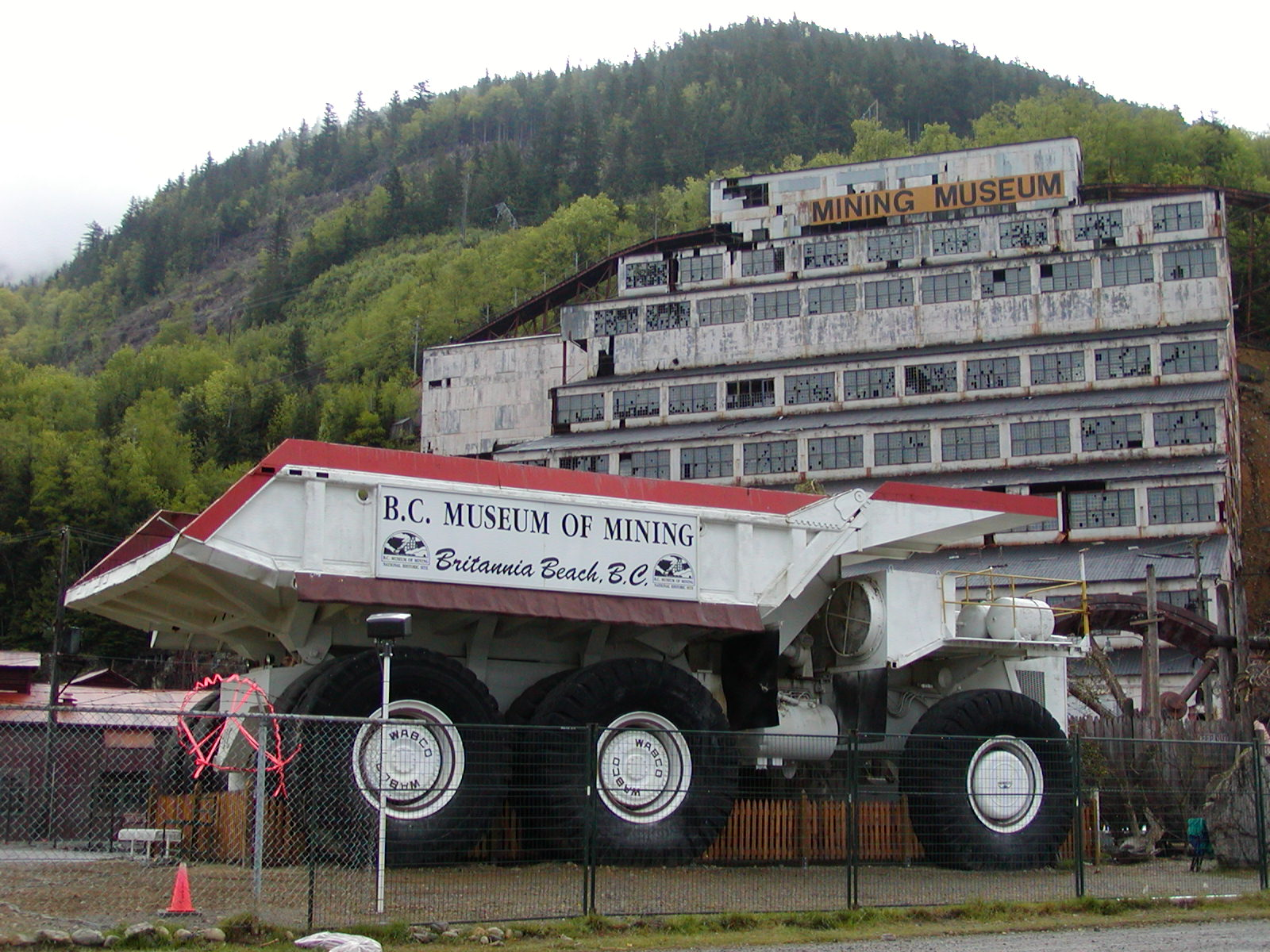
La Britannia Mine Museum (en)
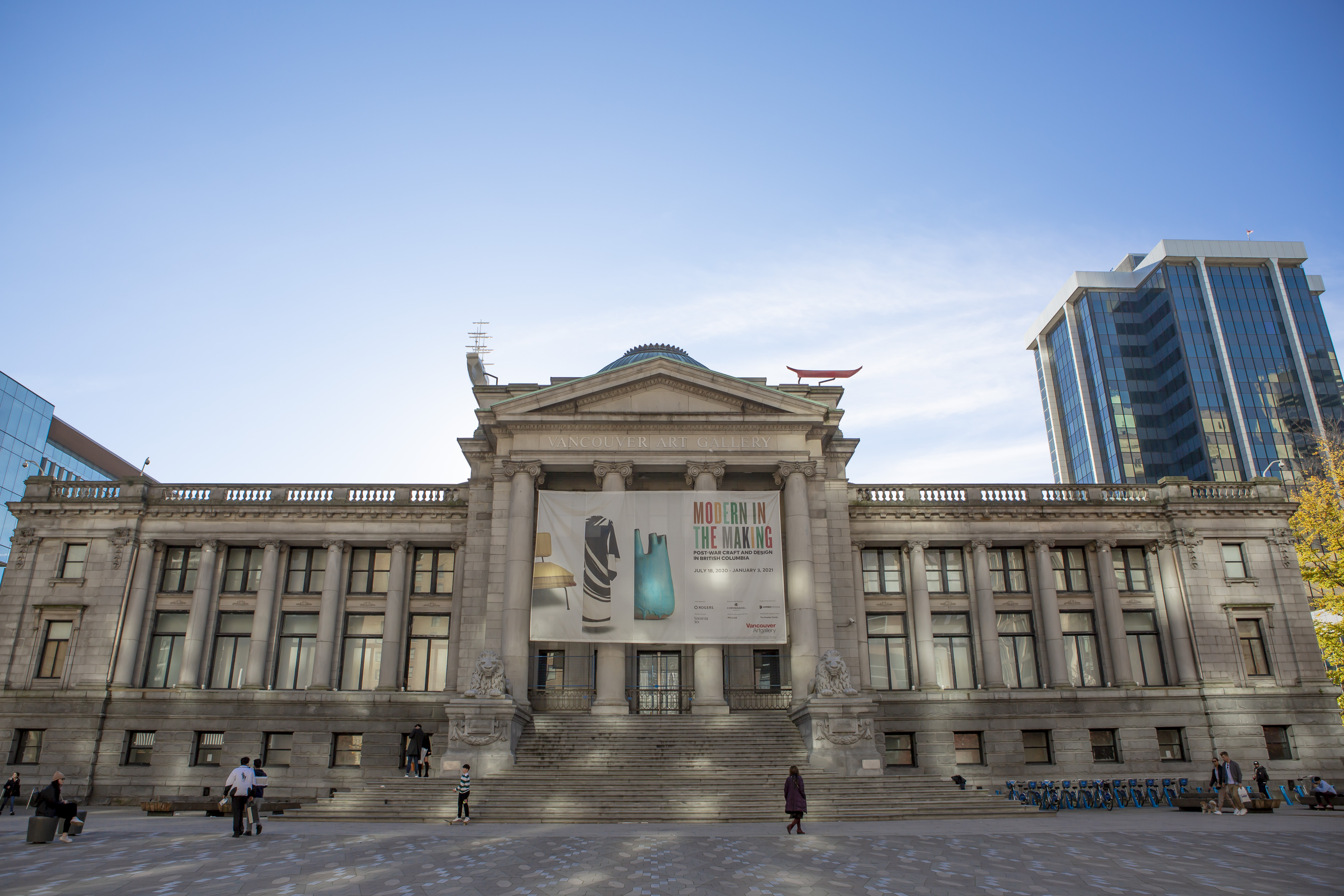
La galerie d'art de Vancouver.
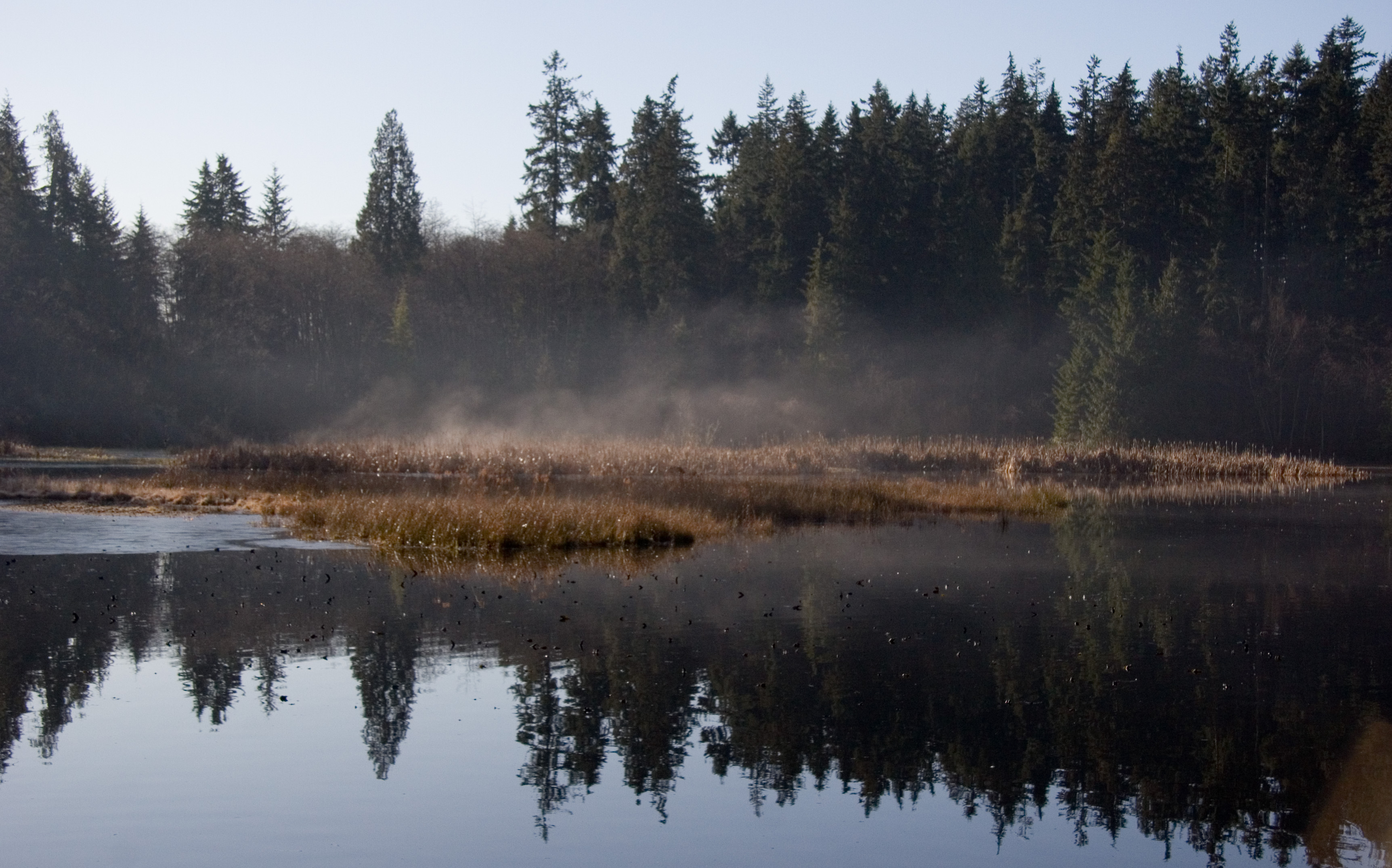
Le Beaver Lake du parc Stanley sert de lieu de refuge pour Mystère et Cie.

### Musique
La musique est composée par David Newman.

## Accueil

### Accueil critique
Scooby-Doo 2 : Les Monstres se déchaînent a obtenu un accueil moyen de la part des critiques de presses anglophone, avec un pourcentage de 22 % une note moyenne de 4.30⁄10 sur le site Rotten Tomatoes et une note moyenne de 34⁄100 sur le site Metacritic. Le mauvais accueil lui vaut d'être nommé au Razzie Award de la pire suite ou du pire remake.
En France, le film a obtenu une note moyenne de 3⁄5 sur le site Allociné, qui a recensé six titres de presse, dont un assez favorable.

### Box office
Malgré des critiques presse plutôt négatives, Scooby-Doo 2 : Les monstres se déchaînent est un succès commercial. En engrangeant 181,2 millions de dollars au box-office mondial, dont 81,2 millions de dollars aux États-Unis.
| Pays ou région     | Box-office        | Date d'arrêt du box-office | Nombre de semaines |
| ------------------ | ----------------- | -------------------------- | ------------------ |
| France             | 1 393 180 entrées | -                          | -                  |
| États-Unis, Canada | 84 216 833 $      | 26 août 2024               | 21                 |
| Total mondial      | 181 216 833 $     | -                          | -                  |

## Distinctions
Entre 2004 et 2005, Scooby-Doo 2 : Les monstres se déchaînent a été sélectionné 5 fois dans diverses catégories et a remporté 1 récompense.

### Récompenses
- Prix Razzie 2005 : Prix Razzie du Pire remake ou suite.

### Nominations
- The Stinkers Bad Movie Awards 2004 :
  - Pire effets spéciaux (Effets spéciaux les moins "spéciaux"),
  - Pire suite.
- Prix de la bande-annonce d'or 2004 : Meilleure bande-annonce d’un film d’animation ou famille.
- Taurus - Prix mondiaux des cascades 2005 : Meilleures cascadeuses pour Melissa R. Stubbs[Note 2].

## Autour du film
- Certains ennemis que la bande de Scooby-Doo avait démasqués par le passé dans le dessin animé reviennent comme Mr. Magnus qui s'était déguisé en fantôme de Barbe Rousse, Jeremiah Wickles qui s'était déguisé en spectre du Chevalier Noir ainsi qu'Aggie Wilkins qui s'était déguisée en sorcière McCoy. Avec les autres vilains démasqués, ils se réunissent dans un bar appelé Le Faux fantôme, qui a pour enseigne électrique Charlie le robot.
- Il s'agit du dernier rôle de Peter Boyle, l'acteur étant décédé deux ans plus tard.
- Sarah Michelle Gellar (Daphné) retrouve Seth Green (Patrick) avec qui elle avait joué dans Buffy contre les vampires. En effet Seth Green interprétait le rôle d'Oz le petit ami loup-garou de Willow.
- L'histoire du fantôme du ptérodactyle du film est différente par rapport à l'épisode de la série Scooby-Doo Show, Scooby et les Dinosaures.
- Le capitaine Scaphandre, s'appelle en réalité Cutler. Le doublage français a changé son nom alors que le doublage québécois ne le change pas et que le doublage français de Scooby-Doo, où es-tu ? conserve aussi le nom du Capitaine Cutler.
- Un an avant la sortie du film, dans Les Looney Tunes passent à l'action, Une scène montre le véritable Sammy, tiré du dessin animé, qui réprimande Matthew Lillard pour son interprétation de son personnage dans le premier film Scooby-Doo. Ce premier le menaça de ne pas lui redonner le rôle pour la suite.
- Lorsque Scooby-Doo boit les potions, il se transforme en Taz.